# 横浜市立善部小学校
横浜市立善部小学校（よこはましりつ ぜんぶしょうがっこう）は、神奈川県横浜市旭区善部町にある市立小学校。1979年（昭和54年）4月に開校した。

## 概要
旭区南部に位置する小学校。南に東海道新幹線の線路が存在する。

## 沿革
- 1979年4月 - 開校。

## 通学区域
- 横浜市旭区
  - 善部町1番地から96番地の1まで、96番地の4から96番地の終りまで、126番地から160番地まで[1]
  - 南希望が丘1番地から110番地まで、112番地から139番地まで

## 進学先中学校
- 横浜市立南希望が丘中学校

## 交通
近くに駅はなく、主に相鉄バスを使う。
- 相模鉄道希望ヶ丘駅より徒歩15分程、南万騎が原駅より徒歩20分程
- 相鉄バス（希望ヶ丘駅〜二俣川駅南口間）
  - 南希望が丘バス停より徒歩5分程
  - 善部第一バス停より徒歩5分程